# Gesvres-le-Chapitre
Gesvres-le-Chapitre település Franciaországban, Seine-et-Marne megyében. Lakosainak száma 146 fő (2022. január 1.). Gesvres-le-Chapitre Saint-Soupplets, Barcy, Forfry, Marcilly és Monthyon községekkel határos.

## Népesség
A település népességének változása:
| Lakosok száma | 159  | 156  | 155  | 151  | 149  | 148  | 147  | 146  | 146  |
|               | 2013 | 2015 | 2016 | 2017 | 2018 | 2019 | 2020 | 2021 | 2022 |